# Zhoř u Rohozce
Zhoř (deutsch Shorsch, früher Zhorz) ist eine Gemeinde in Tschechien. Sie liegt neun Kilometer nordöstlich von Tišnov und gehört zum Okres Brno-venkov.

## Geographie
Zhoř befindet sich in der Sýkořská pahorkatina, einer Untereinheit der Nedvědická vrchovina in der Böhmisch-Mährischen Höhe an der südlichen Grenze des Naturparks Lysicko. Das Dorf liegt am linken Ufer des Baches Lubě, der anderthalb Kilometer nordwestlich entspringt. Westlich von Zhoř erstreckt sich das Gebiet des Naturparks Svratecká hornatina. Gegen Osten liegt das Tal des Baches Křížovský potok mit einem Stauweiher. Im Norden erhebt sich die Kraví hlava (566 m), nordöstlich der Na Vrších (506 m) und südwestlich die Velká hora (558 m).
Nachbarorte sind Kozárov und Kunčina Ves im Norden, Lačnov und Dlouhá Lhota im Nordosten, Brťov-Jeneč im Osten, Bukovice im Südosten, Rohozec und Jamné im Süden, Šerkovice und Lomnice im Südwesten, Rašov im Westen sowie Synalov und Strhaře im Nordwesten.

## Geschichte
Die erste schriftliche Erwähnung des Ortes erfolgte im Jahre 1348.
Nach der Aufhebung der Patrimonialherrschaften bildete Zhoř ab 1850 einen Ortsteil der Gemeinde Rašov-Zhoř im Brünner Bezirk und Gerichtsbezirk Tischnowitz. 1880 hatte Zhoř 117 Einwohner, Ende 1890 waren es 109. Seit 1896 gehörte Zhoř zum neu gebildeten Bezirk Tischnowitz. Im Jahre 1900 hatte Zhoř 110, sämtlich katholische, Einwohner und bestand aus 19 Häusern. 1911 lebten 113 Menschen in dem Dorf.
Im Jahre 1920 bildete Zhoř eine eigene Gemeinde. Nach der Auflösung des Okres Tišnov kam Zhoř mit Beginn des Jahres 1961 zum Okres Blansko.
1976 wurde Zhoř zusammen mit Hluboké Dvory, Unín und Bukovice nach Rohozec zwangseingemeindet. 1990 entstand die Gemeinde wieder. Seit Beginn des Jahres 2007 gehört Zhoř zum Okres Brno-venkov.

## Gemeindegliederung
Für die Gemeinde Zhoř sind keine Ortsteile ausgewiesen.

## Sehenswürdigkeiten
- Kapelle der Jungfrau Maria von Lourdes, das am oberen Ortsende unter Lindenbäumen befindliche Bauwerk wurde im Jahre 1900 durch František Konečný aus Zhoř errichtet
- zwei Marmorkreuze und ein gusseisernes Kreuz
- mächtige Winterlinde am östlichen Ortsausgang
- Tümpel mit Feuchtbiotop am westlichen Ortsrand, angelegt mit Mitteln des Landschaftsgestaltungsprogramms